# ملكسيما خاتون
ملكسيما خاتون أو ميليشاه خاتون (بالتركية العثمانية: ملكسيما هاتون) (1608-1631) كانت زوجة للسلطان العثماني عثمان الثاني وأم شاهزاده عمر كانت صربية الأصل،

## أسرتها

### زوجها
السلطان عثمان الثاني.

### أبنائها
- شاهزاده عمر (أكتوبر 1621-يناير 1622) قٌتل في أدرنة بمؤامرة على الأغلب.